# Wan-Hoo (cráter)

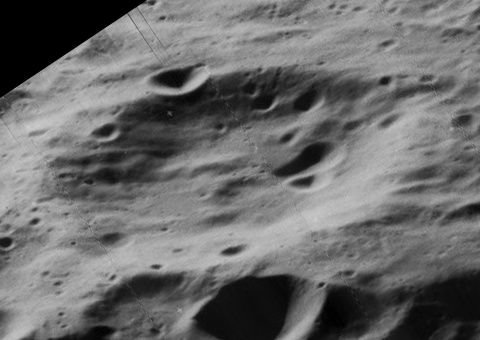
Imagen oblicua de la misión Lunar Orbiter 5

Wan-Hoo es un cráter de impacto perteneciente a la cara oculta de la Luna, por lo que no se puede ver directamente desde la Tierra. Se encuentra al suroeste de la enorme llanura amurallada de Hertzsprung, dentro de la falda exterior de materiales eyectados. Justo al suroeste de Wan-Hoo se halla el cráter más grande Paschen, y a poco más de dos diámetros del cráter al noroeste aparece Sechenov.
|  |

Como gran parte del terreno circundante, este cráter ha sido modificado por las eyecciones de Hertzsprung, y el material de ese impacto invade las paredes interiores y el propio interior de Wan-Hoo. Unido al borde exterior este-sureste se localiza un cráter satélite grande, Evans Q, que pertenece a Evans, situado más lejos hacia el este. También se observa un pequeño cráter, relativamente reciente, unido al sureste, y otro pequeño cráter en forma de copa en el borde occidental.
Este elemento fue nombrado en memoria de Wan Hu, un personaje legendario chino, tradicionalmente considerado como el primer astronauta en su país.

## Cráteres satélite
Por convención estos elementos son identificados en los mapas lunares poniendo la letra en el lado del punto medio del cráter que está más cercano a Wan-Hoo.
|         | \| Wan-Hoo \| Coordenadas \| Diámetro \| \| ------- \| -------------------------------- \| -------- \| \| T \| 10°00′S 123°24′O / -10.0, -123.4 \| 21 km \| |          |
| Wan-Hoo | Coordenadas | Diámetro |
| T       | 10°00′S 123°24′O / -10.0, -123.4 | 21 km    |

## Referencias

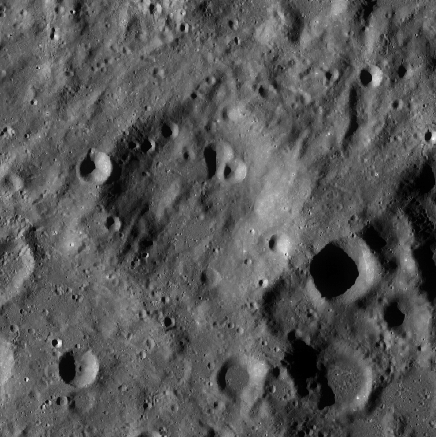
Fotografía de la misión Lunar Reconnaissance Orbiter